# Renuncia de Benedicto XVI

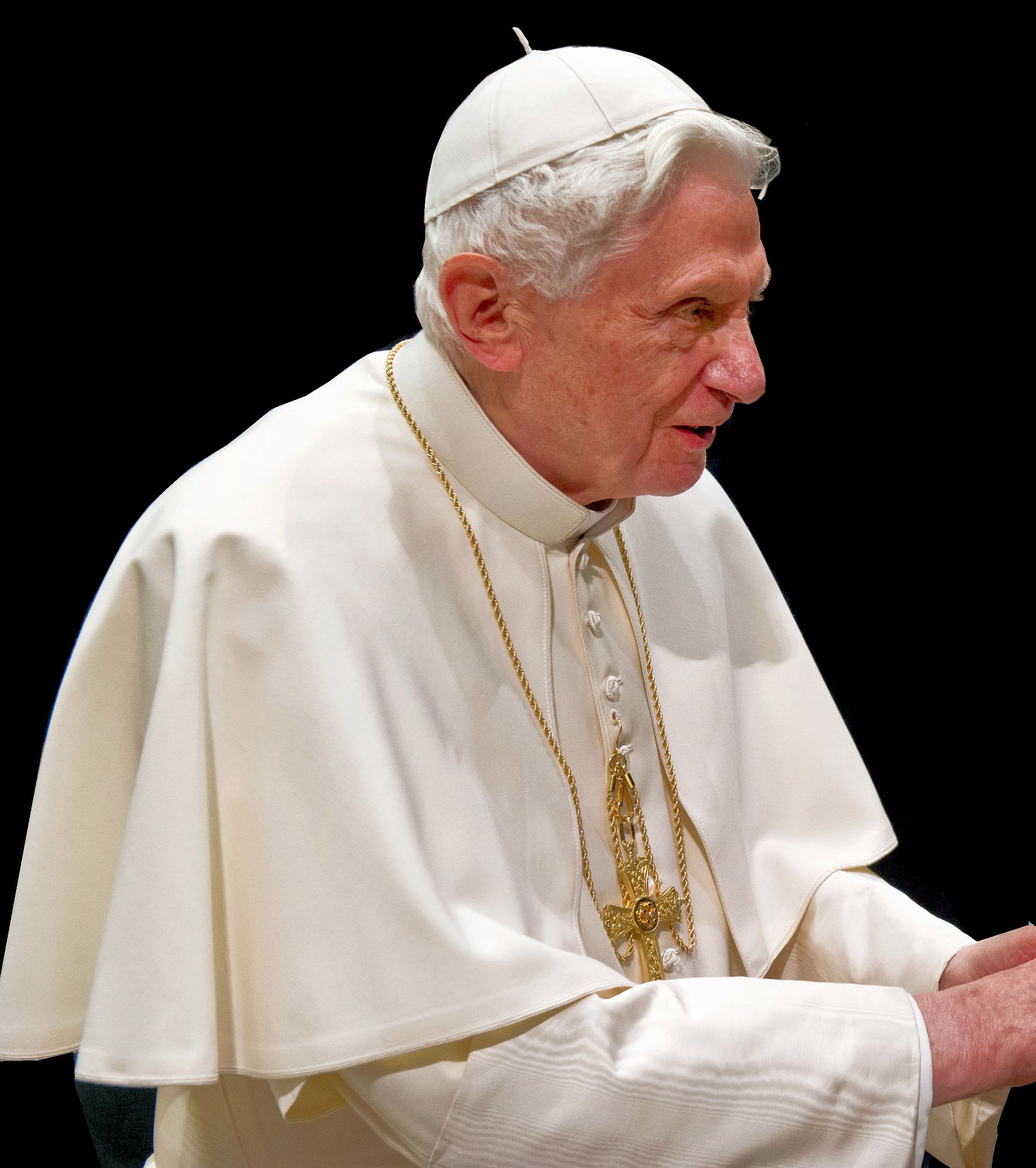
Benedicto XVI, elegido papa el 19 de abril de 2005, tuvo un pontificado de casi ocho años de duración. En febrero de 2013 anunció su renuncia por su edad avanzada (85 años en ese momento).

La renuncia del papa Benedicto XVI al pontificado de la Iglesia católica fue anunciada por él mismo el 11 de febrero de 2013; convirtiéndose así en el primer papa en renunciar en 598 años de historia, pues el último en hacerlo había sido Gregorio XII, en 1415. La renuncia se hizo efectiva el 28 de febrero, a las 20:00 horas de Roma, momento en el cual la sede apostólica quedó vacante, por lo que se llevó a cabo un cónclave en el mes de marzo para elegir al siguiente sumo pontífice de la Iglesia católica.
La noticia fue objeto de una extensa cobertura mediática, centrándose en el carácter insólito de un hecho como este en la historia, calificado por algunos como «revolucionario», al ir contra la costumbre católica en la que el papa extiende su pontificado hasta el momento de su fallecimiento.
El 13 de marzo de ese año, el argentino Jorge Mario Bergoglio fue elegido sumo pontífice adoptando el nombre de Francisco, lo que le convirtió en el primer papa americano de la historia.
La situación tras la renuncia fue anómala. Aunque el Código de Derecho Canónico prevé la renuncia del romano pontífice y solo requiere para su validez «que la renuncia sea libre y se manifieste formalmente, pero no que sea aceptada por nadie», se dio el debate sobre si es correcto el empleo del título de “papa emérito”, si Ratzinger tendría que haber vuelto a ser cardenal o si, teniendo en cuenta el can. 402 § 1 del Código de Derecho Canónico, el papa —como obispo de Roma— puede adquirir el título de "emérito" al igual que los demás obispos cuando renuncian.

## Contexto
Las renuncias al pontificado no representan un caso aislado en la historia de la Iglesia católica; de hecho, la posibilidad de renuncia está contemplada en el Código de Derecho Canónico de 1983. El primer papa del que se tiene conocimiento de haber renunciado fue Clemente I, en el año 97, mientras que la última dimisión papal había ocurrido con Gregorio XII, que ejerció como papa de 1406 a 1415; desde entonces ningún otro sumo pontífice había renunciado a su ministerio, por lo que Benedicto XVI fue el primero en renunciar en 598 años. Sin embargo, el precedente de Celestino V, en 1294, es el único que no da lugar a dudas sobre la espontaneidad de la decisión.

### Peticiones de renuncia e informe sobre Vatileaks
En 2009 el sacerdote suizo Hans Küng — cuya autoridad para ejercer teología católica fue anulada por la Santa Sede, en 1979— pidió la dimisión del papa ante lo que consideró «una cadena de errores en los que Benedicto XVI ha ido poniendo obstáculos en el diálogo de las iglesias cristianas entre sí y con otras religiones». Citó a manera de ejemplo la revocación que hizo ese año de las excomuniones impuestas al arzobispo francés Marcel Lefebvre y al obispo inglés Richard Williamson.
En marzo de 2010 algunos manifestantes en Europa exigieron la renuncia del papa debido a la difusión de una serie de escándalos de pederastía relacionados con sacerdotes. Argumentaron que él era consciente de la situación incluso desde antes de que fuera electo máximo dirigente de la Iglesia católica, mientras estaba al frente de la Congregación para la Doctrina de la Fe, y «no reaccionó con rapidez ni con fuerza» pese a que había solicitado la investigación de algunos casos y de que intentó atajar el problema con penalizaciones más severas a los culpables. Los escándalos tuvieron un efecto mediático notable en la imagen de la Iglesia católica y en especial en la figura papal depositada en Benedicto XVI.
Después de que el papa anunciara oficialmente su renuncia, la revista italiana Panorama dejó entrever que el escándalo Vatileaks —en el que fueron filtrados a la prensa varios documentos confidenciales del Vaticano— pudo haber influido en la decisión de Ratzinger. De acuerdo a la publicación citada, el 17 de diciembre el papa recibió un informe detallado por parte de los cardenales asignados para investigar la filtración, en donde se enteró de una «extendida resistencia en la Curia al cambio y muchos obstáculos a las acciones pedidas por el papa para promover la transparencia», situación que lo dejó muy sorprendido. Al respecto, el diario italiano La Repubblica agregó que ese mismo informe podría haber contenido también evidencias de «una red homosexual compleja, organizada y cimentada dentro de la cúpula de la Iglesia» y de la existencia de «luchas de poderes» entre los mismos integrantes de la Curia. Si bien el cardenal Julián Herranz, que presidió la comisión de investigación sobre el caso, señaló que «[hay] ovejas negras, no digo que no, como en todas las familias, pero [el Vaticano] es el Gobierno menos corrupto y más transparente que hay», negó que Vatileaks hubiera tenido relación con la renuncia catalogando los rumores como «anécdotas sobre la decisión del Santo Padre y los problemas de la Iglesia». Días antes de la renuncia, varios medios de comunicación italianos solicitaron al Vaticano la publicación del contenido del informe de Vatileaks, sin embargo Benedicto XVI señaló que ese documento sería estrictamente confidencial y solo tendría conocimiento de él quien resultara electo como su sucesor. La postura del Vaticano respecto al informe ha sido crítica, al calificar tales declaraciones como «calumnias de oportunistas», que podrían haber buscado influir en la decisión del eventual cónclave.

### Salud y vejez
Desde pequeño Ratzinger se había considerado una persona de salud poco robusta. Ya en 2010 Benedicto XVI había barajado la posibilidad de dejar voluntariamente su ministerio en el libro Luz del mundo: El papa, la Iglesia y los signos de los tiempos, escrito junto con Peter Seewald. Ahí explicó que en caso de que «el papa ya no sea física, psicológica y espiritualmente capaz [...] entonces tiene el derecho, y bajo ciertas circunstancias la obligación, de renunciar». Dos años después, en 2012, su salud decayó por afecciones cardíacas y esto le llevó a cancelar su asistencia a varios eventos públicos. Su hermano, Georg Ratzinger, estaba al tanto de la decisión de Ratzinger meses antes de su anuncio a la prensa. En su opinión, era una decisión razonable puesto que «[él] no dejaba de sentirse más y más viejo [...] Ya no tiene la energía. Está en un proceso natural de envejecimiento [...] desea una mayor calma para su vejez». En julio de 2012 el periodista italiano Gianluigi Nuzzi, autor de Su Santidad: los papeles secretos de Benedicto XVI, comentó: «está claro que hay una fatiga en el Santo Padre por mantener unida a la Iglesia o, por lo menos, al Vaticano». El periódico L'Osservatore Romano argumentó que la decisión había sido tomada mientras realizaba sus visitas apostólicas en México y Cuba, en marzo de 2012. Tras la renuncia, el Vaticano explicó que la renuncia se debió primordialmente a su vejez y no a padecimientos en su salud, los cuales señaló como propios de una persona de su edad.

## La renuncia al papado en el pensamiento de Juan Pablo II y Benedicto XVI
Juan Pablo II, predecesor de Benedicto XVI, sostenía que renunciar al papado era como abandonar la cruz y advertía para sí mismo «como grave obligación de conciencia el deber de continuar desarrollando la tarea a la que Cristo mismo me ha llamado». En 1994, durante su permanencia en el hospital Gemelli, Juan Pablo II expresó: «No hay lugar en la Iglesia para un papa emérito».
Un diálogo mantenido entre Juan Pablo II y Henri Grouès, más conocido como el abate Pierre, constituye un contrapunto ilustrativo sobre el tema.

Cierto día, durante una visita en Roma, el abbé Pierre aludió a su avanzada edad. «Pero el papa es más joven que usted», bromeó Juan Pablo II. Y el abbé Pierre, de ochenta y cuatro años, respondió de inmediato: «Es verdad, pero quizá el papa, como obispo de Roma, haga a los setenta y cinco años lo que exige a todos los obispos». Y, yendo aún más lejos, recordó el final de Pío XII: «Fue un desastre para la Iglesia. El papa es un hombre que tiene responsabilidades respecto del mundo entero. No se puede dejar en el puesto a un hombre de ochenta o noventa años. No es serio». Juan Pablo II suspiró: «Eso merece reflexión».
Henri Tincq

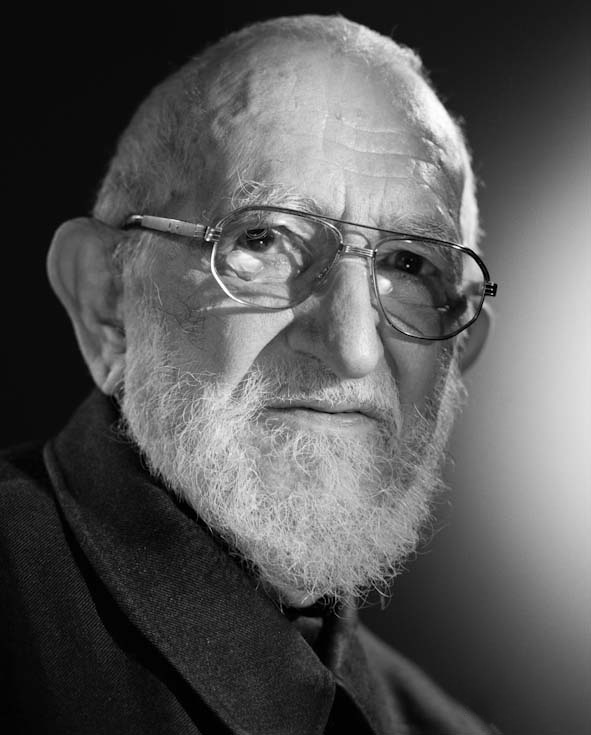
El abate Pierre en 1999.

El propio Joseph Ratzinger señaló que en los últimos años del pontificado de Juan Pablo II, el sufrimiento que padeció fue casi una forma de gobierno:

Sí, se puede gobernar también con el sufrimiento. Sin duda, es algo extraordinario. Pero después de un largo pontificado y después de tanta vida activa del Papa, era significativo y elocuente un tiempo de sufrimiento, que devino casi en una forma de gobierno.
Benedicto XVI

Por otra parte, y en referencia a Benedicto XVI, la revista La Civiltà Cattolica —publicación romana de los jesuitas, considerada en «sintonía» con la Santa Sede— expresó en su nota editorial que «el papa renuncia al ministerio petrino no porque se siente débil, sino porque advierte que están en juego desafíos cruciales que requieren energías frescas». Y finalizó señalando: «Al renunciar al pontificado, Benedicto XVI está diciendo algo a la Iglesia de hoy: la invita a no temer, a dedicar sus fuerzas para abrirse a los desafíos y a no temer la rapidez y el peso de los cambios». En la misma línea de análisis se señaló que la clave para comprender en profundidad la decisión de Joseph Ratzinger quizá requiera atender a su racionalidad y al valor que le otorga a la conciencia personal.
En la última de las audiencias y ante cerca de cien mil personas, Benedicto XVI expresó que la renuncia al papado no necesariamente implica bajar de la cruz:

No abandono la Cruz, sigo de una nueva manera con el Señor Crucificado. [...] Y siempre he sabido que la barca de la Iglesia no es mía, no es nuestra, sino suya [en referencia a Jesús] y no la deja hundirse. Es Él quien la conduce, por supuesto, a través de los hombres que ha elegido. Esta es una certeza que nada puede ofuscar y es por ello que mi corazón está lleno de agradecimiento a Dios [...] Amar a la Iglesia significa también tener la valentía de tomar decisiones difíciles, teniendo siempre presente el bien de la Iglesia y no el de uno.
Benedicto XVI, 27 de febrero de 2013

## Anuncio
El papa anunció su renuncia en latín, idioma oficial de la Iglesia católica, durante un consistorio ordinario público, o reunión del colegio cardenalicio, para revelar las fechas de canonización de las beatas María Guadalupe García Zavala, de México; y Laura Montoya, de Colombia, y de los mártires italianos Antonio Primaldo y más de 800 compañeros suyos. Esta ceremonia se llevó a cabo el 11 de febrero de 2013, entre las 11:30 y 11:40 a. m., hora de Roma. En el evento estaban presentes cinco reporteros que cubrían la noticia en torno al consistorio: una corresponsal italiana, uno mexicano, dos franceses y un japonés.
Al finalizar la reunión cardenalicia, Benedicto XVI recibió un papel por parte del monseñor Guido Marini, que contenía su mensaje definitivo de dimisión, efectiva el 28 de febrero del mismo año. Como resultado, ese día a las 20:00 en hora local de Roma, la sede apostólica quedaría vacante y se daría comienzo a un cónclave para elegir al siguiente sumo pontífice.

Tras haber examinado repetidamente mi conciencia ante Dios, he llegado a la certeza de que mis fuerzas, dada mi avanzada edad, ya no se corresponden con las de un adecuado ejercicio del ministerio petrino. [...] Por esta razón, y muy consciente de la gravedad de este acto, con plena libertad declaro que renuncio al ministerio de obispo de Roma, sucesor de san Pedro. [...] Queridos hermanos, les agradezco muy sinceramente todo el amor y el trabajo con el que me apoyaron en mi ministerio y les pido perdón por todos mis defectos.
Benedicto XVI

La noticia fue dada a conocer a la prensa internacional por la reportera italiana Giovanna Chirri, de la agencia de noticias ANSA, debido a su comprensión del latín. Luego fue confirmada por el sitio web de la Radio Vaticana. Benedicto XVI volvió a explicar el mismo motivo en una audiencia celebrada un par de días después de su anuncio, en los que se enfocó en «[la falta] de fuerza que requiere desempeñar el ministerio petrino», y en su última misa como papa, el 24 de febrero, donde añadió: «Dios me pidió dedicarme a la oración y a la meditación».

## Repercusión
Chirri, corresponsal italiana presente en el anuncio de dimisión del papa y la primera en interpretar el mensaje en latín, confesó haberse sentido «nerviosa [...] sentía que las piernas me temblaban», después de escuchar el comunicado. Su primera reacción, al igual que la de todos los presentes en la ceremonia, según recordó, era de incredulidad, pues «hacía siglos que un papa no renunciaba». Hay que subrayar que la reacción de Chirri resulta relevante, pues fue la primera en comprender el mensaje y darlo a conocer a la prensa internacional, en contraste a varios cardenales presentes que tardaron un par de minutos en comprender la situación. El cardenal Angelo Sodano comparó metafóricamente la renuncia como «un trueno en un cielo sereno», mientras que Federico Lombardi, vocero de la Santa Sede, señaló: «[el anuncio] nos ha tomado por sorpresa [...pero] ha sido meditado y tomado con total libertad. No se requiere que nadie acepte la dimisión [del papa]». Sodano manifestó que el Colegio Cardenalicio apoyaba la decisión del Santo Padre. Herranz, que encabezó el grupo que investigó las infiltraciones del escándalo Vatileaks, consideró que el anuncio había resultado ser, para él, «un acto de humildad, porque el desprenderse del poder no es moneda de todos los días». El custodio de Tierra Santa Pierbattista Pizzaballa OFM dijo que estaba «sorprendido por la noticia», pero agregó que es un gesto que «debemos comprender en su profundidad, ya que es bastante nuevo para la Iglesia. [...] De alguna manera, creo que desmitifica de manera positiva algunos aspectos del ministerio petrino». Pizzaballa señaló que Benedicto XVI siempre estuvo cerca de la Iglesia en Tierra Santa, recordando en particular su visita importante a la región en 2009 y la Exhortación Apostólica Ecclesia in Medio Oriente.
Varios mandatarios políticos, así como representantes religiosos, de diferentes países expresaron su sorpresa igualmente, además de su respeto a la decisión tomada por Benedicto XVI; entre ellos figuraron François Hollande (Francia), Mario Monti (Italia), Angela Merkel (Alemania), el imán Riay Tatary (España), Michael D. Higgins (Irlanda), Rafael Correa (Ecuador), Shimon Peres y Benjamín Netanyahu (Israel; Netanyahu detalló que «gracias [a] su acción como papa [reforzó] las relaciones entre cristianos y judíos y entre la Santa Sede y el Estado hebreo»), Barack Obama (Estados Unidos), Ban Ki-moon (secretario general de las Naciones Unidas), José Manuel Durão Barroso (presidente de la Comisión Europea).
Entre los líderes religiosos no católicos que expresaron su agradecimiento al papa por su pontificado, se encuentran el arzobispo de Canterbury, Justin Welby, el patriarca ortodoxo de Moscú Cirilo I, el Patriarca Ecuménico Bartolomé I, el rabino ashkenazi de Israel Yona Metzger y el presidente de la Unión de las comunidades islámicas de Italia Izzedin Elzir. Metzger señaló: «Yo lo aprecio mucho por su inmensa actividad a favor de la conexión interreligiosa que ha contribuido en gran medida a la reducción del antisemitismo en el mundo». El dalái lama afirmó estar triste por su renuncia, pero añadió que la de Benedicto XVI fue una «decisión realista» y por el bien de los cristianos.
Hubo también opiniones que criticaban tal decisión, como las de los profesores brasileños de historia André Chevitarese, que calificó la renuncia como «una situación embarazosa para el Vaticano [...] Las élites religiosas no tienen un ejemplo reciente de cómo proceder», y Edgar Leite Ferrera, quien comentó que «va contra toda una tradición [...] es un fenómeno raro en la Iglesia», además de señalar que «Si usted es escogido por el Espíritu Santo, como lo es el papa, no importa mucho si está esclerosado, con Alzheimer o cualquier cosa, porque eso no existe en la relación del hombre con Dios». Por otra parte un grupo de personas en Irlanda, que representó a las víctimas infantiles de pederastía por parte de sacerdotes, celebró la dimisión al argumentar que su pontificado «ha estado contaminado por los escándalos [sexuales] y esto continuará hasta que se aborden las raíces del problema». En Italia, la noticia generó incertidumbre en varios habitantes que consideraron como «un momento perturbador». Para el escritor italiano Massimo Franco, en cuya autoría están varias publicaciones sobre el Vaticano, declaró que «la renuncia suma inestabilidad a la inestabilidad [en referencia a la situación política del país]. La Iglesia que era una fuente de estabilidad es ahora una importante fuente de inestabilidad».
En referencia a la significación de la renuncia, Mario Vargas Llosa escribió:

Sólo abandonan el poder absoluto, con la facilidad con que él acaba de hacerlo, aquellas rarezas que, en vez de codiciarlo, desprecian el poder [...] La decadencia y mediocrización intelectual de la Iglesia que ha puesto en evidencia la soledad de Benedicto XVI y la sensación de impotencia que parece haberlo rodeado en estos últimos años es sin duda factor primordial de su renuncia, y un inquietante atisbo de lo reñida que está nuestra época con todo lo que representa vida espiritual, preocupación por los valores éticos y vocación por la cultura y las ideas.
Mario Vargas Llosa

Sobre la renuncia de Benedicto XVI, el camarlengo y ex secretario de Estado, Tarcisio Bertone, dijo en una entrevista a la agencia católica Rome Reports que el ahora papa emérito le había confiado su deseo de renunciar a mediados de 2012, ya que se sentía «cansado, anciano». Para entonces se encontraba visitando Cuba y México, y luego tendría que presidir la Jornada Mundial de la Juventud 2013 en Río de Janeiro.
En ocasión del primer aniversario de su renuncia, Benedicto XVI hizo referencia a las presuntas presiones y conspiraciones que la habrían motivado. Aseguró en una carta enviada al diario La Stampa que «La única condición de la validez es la plena libertad de la decisión. Las especulaciones sobre la invalidez de la renuncia son simplemente absurdas».

## Eventos posteriores
Benedicto XVI continuó con sus actividades programadas como papa hasta el 28 de febrero, entre las cuales estuvieron las audiencias con los mandatarios Otto Pérez Molina, de Guatemala, y Traian Băsescu, de Rumania. Igualmente, presidió la misa de Miércoles de Ceniza el 13 de febrero. Entre el 17 y el 23 del mismo mes participó en un retiro espiritual y el 24 de febrero ofició su última misa como máximo jerarca de la Iglesia católica, en la plaza de San Pedro ante 200 000 asistentes. Un día después, autorizó que modificaran la ley eclesiástica para permitir que el cónclave pudiera dar comienzo antes del plazo tradicional, que era de entre 15 y 20 días después de la muerte o renuncia de un papa. De esta forma, el cónclave comenzaría justo después de que todos los cardenales aptos para participar en el evento estuvieran reunidos en Roma. El 27 de febrero llevó a cabo su última audiencia en la plaza de San Pedro, y, al día siguiente, a las 16:55 horas de Roma, salió del Palacio Apostólico Vaticano acompañado del resonar de las campanas de las iglesias radicadas en la diócesis de Roma.
Posteriormente se trasladó a vivir a la residencia de verano de los pontífices, localizada en Castel Gandolfo, donde estuvo durante poco más de dos meses. En ese sitio, a las 17:30 horas, dio su último discurso público como pontífice. El 2 de mayo se trasladó al convento Mater Ecclesiae, detrás de la Basílica de San Pedro, lugar en el que señaló que le gustaría vivir por el resto de su vida. Residió ahí junto a su secretario monseñor Georg Gaenswein, las cuatro laicas consagradas del movimiento Comunión y Liberación y su nuevo asistente, un diácono flamenco que habla alemán. Su traslado temporal a Castel Gandolfo se debió a labores de rehabilitación en el último edificio mencionado. Al mismo tiempo, el sitio web de la Santa Sede y la cuenta de Twitter que utilizaba Benedicto XVI fueron modificados para mostrar la insignia de la sede vacante.
En cuanto a su rol durante el cónclave para elegir a su sucesor, el propio Vaticano declaró que este no influirá en ningún aspecto en las votaciones. El título que conserva desde que dejó su cargo apostólico como sumo pontífice es el de «papa emérito» (o también «romano pontífice emérito»), aunque Lombardi aseguró que la denominación «Benedicto XVI» es «inalienable», y como tal podría seguirse utilizando para referirse al papa emérito. A su vez, su anillo del Pescador fue rasgado con una raya o una cruz para que no se pudiera volver a usar, y luego conservado en la Oficina de las Ceremonias Pontificias. Previamente, este símbolo papal era destruido tras la muerte de cada papa, para evitar que fuese usado ilícitamente como sello para aprobar documentos papales. Entre la renuncia de Benedicto XVI y la conclusión del cónclave, el gobierno de la Iglesia católica recayó en Tarcisio Bertone, entonces camarlengo.
El Cónclave de 2013 inició el 12 de marzo y concluyó al día siguiente cuando, a horas de la noche, el cardenal argentino Jorge Mario Bergoglio fue elegido como el nuevo papa, adoptando el nombre de Francisco. Es el número 266 de la historia, el primero americano y el primero de formación jesuita.
Cinco meses después de esa elección, Benedicto XVI señaló a una persona de confianza que lo visitó en el antiguo monasterio Mater Ecclesiae de la Ciudad del Vaticano que, cuanto más constataba el gran «carisma» de su sucesor Francisco, más comprendía que su decisión había sido «voluntad de Dios», que su renuncia había sido «inspirada por Dios».